# Квалификация чемпионата мира по пляжному футболу 2013 (КОНМЕБОЛ)
Квалификация на чемпионат мира по пляжному футболу 2013 для зоны КОНМЕБОЛ — отборочный турнир Южной Америки, проходивший с 10 по 17 февраля 2013 года на временном стадионе в Мерло в провинции Сан-Луис, Аргентина.
По результатам турнира Аргентина, Бразилия и Парагвай получили возможность представлять Южную Америку на чемпионате мира 2013 в Папеэте, Таити.

## Участвующие команды
В турнире примут те же 9 команд, которые участвовали в квалификации 2011 года:
- Аргентина
- Бразилия
- Венесуэла
- Колумбия
- Парагвай
- Перу
- Уругвай
- Чили
- Эквадор

## Арбитры
Список официальных арбитров турнира:
- Cesar Figueredo (главный арбитр)
- Mario Jose Narciso Romo y Pablo Valentin Del Puerto Gudin
- Felipe Duarte Varejao
- Jose Miguel Misel Navarro
- Gustavo Alberto Dominguez
- Micke Palomino Huamani
- Javier Roberto Betancor Porteiro y Carlos Ismael Aguirregaray
- Patricio Alberto Blanca Fuentes
- Jose Cortez Ortiz

## Групповая стадия
Жеребьёвка была проведена 8 февраля 2013 года. Она разделила команды на 2 группы (в одной группе 4 команды, а в другой 5). График проведения матчей был опубликован 9 февраля 2013 года на официальном сайте BSWW.
Время начала всех матчей указано по местному времени Аргентины (UTC-3).

### Группа A
| Команда   | И | В | В+ | П | ГЗ | ГП | +/- | О  |
| --------- | - | - | -- | - | -- | -- | --- | -- |
| Аргентина | 4 | 3 | 1  | 0 | 13 | 5  | +8  | 11 |
| Парагвай  | 4 | 2 | 0  | 2 | 16 | 12 | +4  | 6  |
| Чили      | 4 | 2 | 0  | 2 | 20 | 19 | +1  | 6  |
| Перу      | 4 | 1 | 0  | 3 | 8  | 13 | -5  | 3  |
| Колумбия  | 4 | 1 | 0  | 3 | 10 | 18 | -8  | 3  |

| Команды выходят в плей-офф |

| Колумбия | 5:6   | Чили |
| -------- | ----- | ---- |
|          | Отчет |      |

| Перу | 1:2   | Аргентина |
| ---- | ----- | --------- |
|      | Отчет |           |

| Чили | 5:2   | Перу |
| ---- | ----- | ---- |
|      | Отчет |      |

| Колумбия | 3:2   | Парагвай |
| -------- | ----- | -------- |
|          | Отчет |          |

| Парагвай | 4:1   | Перу |
| -------- | ----- | ---- |
|          | Отчет |      |

| Аргентина | 3:3 (доп. вр.) | Чили   |
| --------- | -------------- | ------ |
|           | Отчет          |        |
| Пенальти  |                |        |
| Забит     | 1:0            | Промах |

| Колумбия | 2:4   | Перу |
| -------- | ----- | ---- |
|          | Отчет |      |

| Аргентина | 2:1   | Парагвай |
| --------- | ----- | -------- |
|           | Отчет |          |

| Парагвай | 9:6   | Чили |
| -------- | ----- | ---- |
|          | Отчет |      |

| Аргентина | 6:0   | Колумбия |
| --------- | ----- | -------- |
|           | Отчет |          |

### Группа B
| Команда   | И | В | В+ | П | ГЗ | ГП | +/- | О |
| --------- | - | - | -- | - | -- | -- | --- | - |
| Бразилия  | 3 | 3 | 0  | 0 | 24 | 12 | +12 | 9 |
| Эквадор   | 3 | 2 | 0  | 1 | 13 | 13 | 0   | 6 |
| Уругвай   | 3 | 0 | 1  | 2 | 9  | 13 | -4  | 2 |
| Венесуэла | 3 | 0 | 0  | 3 | 11 | 19 | -8  | 0 |

| Команды выходят в плей-офф |

| Венесуэла | 2:3 (доп. вр.) | Уругвай |
| --------- | -------------- | ------- |
|           | Отчет          |         |

| Эквадор | 4:6   | Бразилия |
| ------- | ----- | -------- |
|         | Отчет |          |

| Венесуэла | 4:5   | Эквадор |
| --------- | ----- | ------- |
|           | Отчет |         |

| Бразилия | 7:3   | Уругвай |
| -------- | ----- | ------- |
|          | Отчет |         |

| Уругвай | 3:4   | Эквадор |
| ------- | ----- | ------- |
|         | Отчет |         |

| Бразилия | 11:5  | Венесуэла |
| -------- | ----- | --------- |
|          | Отчет |           |

## Плей-офф

### Плей-офф за 7-е место
С тех пор как в турнире принимают участие 9 команд, было решено, что будет проводиться плей-офф для распределения трех последних мест. В нём примут участие 4-е и 5-е место группы A и 4-е группы B.
| Команда   | И | В | В+ | П | ГЗ | ГП | +/- | О |
| --------- | - | - | -- | - | -- | -- | --- | - |
| Колумбия  | 2 | 2 | 0  | 0 | 9  | 6  | +3  | 6 |
| Перу      | 2 | 1 | 0  | 1 | 7  | 7  | 0   | 3 |
| Венесуэла | 2 | 0 | 0  | 2 | 6  | 9  | -3  | 0 |

| Перу | 4:3   | Венесуэла |
| ---- | ----- | --------- |
|      | Отчет |           |

| Венесуэла | 3:5   | Колумбия |
| --------- | ----- | -------- |
|           | Отчет |          |

| Колумбия | 4:3   | Перу |
| -------- | ----- | ---- |
|          | Отчет |      |

### Плей-офф за 5-е место
| Чили          | 6:6 (доп. вр.) | Уругвай        |
| ------------- | -------------- | -------------- |
|               | Отчет          |                |
| Пенальти      |                |                |
| Забит · Забит | 2:1            | Забит · Промах |

### Чемпионский плей-офф
|  | Полуфинал          | Полуфинал |                    |   | Финал | Финал |
|  |                    |           |                    |   |       |       |
|  | 16 февраля - Мерло |           |                    |   |       |       |
|  |                    |           |                    |   |       |       |
|  | Бразилия           | 6 (0)     |                    |   |       |       |
|  | Бразилия           | 6 (0)     | 17 февраля - Мерло |   |       |       |
|  | Парагвай (ОТ)      | 6 (1)     |                    |   |       |       |
|  | Парагвай (ОТ)      | 6 (1)     | Парагвай           | 2 |       |       |
|  | 16 февраля - Мерло |           | Парагвай           | 2 |       |       |
|  |                    | Аргентина | 6                  |   |       |       |
|  | Аргентина          | Аргентина | 6                  | 5 |       |       |
|  | Аргентина          |           |                    | 5 |       |       |
|  | Эквадор            | 3         |                    |   |       |       |
|  | Эквадор            | 3         | Матч за 3-е место  |   |       |       |
|  |                    |           |                    |   |       |       |
|  | 17 февраля - Мерло |           |                    |   |       |       |
|  |                    |           |                    |   |       |       |
|  | Бразилия           | 11        |                    |   |       |       |
|  | Бразилия           | 11        |                    |   |       |       |
|  | Эквадор            | 5         |                    |   |       |       |

#### Полуфиналы
| Бразилия | 6:6 (доп. вр.) | Парагвай |
| -------- | -------------- | -------- |
|          | Отчет          |          |
| Пенальти |                |          |
| Промах   | 0:1            | Забит    |

| Аргентина | 5:3   | Эквадор |
| --------- | ----- | ------- |
|           | Отчет |         |

#### Матч за третье место
| Бразилия | 11:5  | Эквадор |
| -------- | ----- | ------- |
|          | Отчет |         |

#### Финал
| Парагвай | 2:6   | Аргентина |
| -------- | ----- | --------- |
|          | Отчет |           |

## Победитель
| Победитель квалификации чемпионата мира по пляжному футболу 2013 (КОНМЕБОЛ) |
| Аргентина Первый титул                                                      |

## Награды
| Лучший игрок (MVP)  | Лучший игрок (MVP) | Лучший игрок (MVP) |
| ------------------- | ------------------ | ------------------ |
| Лучиано Франческини |                    |                    |
| Лучший бомбардир    |                    |                    |
| Бруно Шавьер        |                    |                    |
| 13 голов            |                    |                    |
| Лучший вратарь      |                    |                    |
| Марсело Салгуэйро   |                    |                    |

## Команды прошедшие квалификацию
|           | Команда   |
| --------- | --------- |
| 1-е место | Аргентина |
| 2-е место | Парагвай  |
| 3-е место | Бразилия  |

## Итоговое положение команд
| Место | Команда   |
| ----- | --------- |
| 1     | Аргентина |
| 2     | Парагвай  |
| 3     | Бразилия  |
| 4     | Эквадор   |
| 5     | Чили      |
| 6     | Уругвай   |
| 7     | Колумбия  |
| 8     | Перу      |
| 9     | Венесуэла |